# آنا فارووا
آنا فارووا (انگلیسی: Anna Fárová؛ ۱ ژوئن ۱۹۲۸ – ۲۷ فوریهٔ ۲۰۱۰) عکاس، و مترجم اهل فرانسه بود.